# Mount
mount je Unix program, obično dostupan na svim n*x operacijskim sustavima kao naredba sustava. Služi za određivanje vršnog direktorija pristupa i omogućavanje pristupa datotečnim sustavima (na tvrdim diskovima, stoga u žargonu je moguće čuti izraz mountanje diskova) kojima se pristupa na lokalnom računalu ili preko mreže (npr. nfs ili sambafs).

## Primjeri
Omogućavanje pristupa drugoj particiji prvog IDE tvrdog diska gdje je vršni direktorij /opt/novi :
```
$
 
mount
 
/dev/hda2
 
/opt/novi

```

"Demontiranje" se vrši naredbom umount s jednim parametrom - imenom uređaja (tvrdog diska):
```
$
 
umount
 
/dev/hda2

```